# Anthurium polydactylum
Anthurium polydactylum är en kallaväxtart som beskrevs av Michael T. Madison. Anthurium polydactylum ingår i släktet Anthurium och familjen kallaväxter. Inga underarter finns listade.